# Brief über die Toleranz

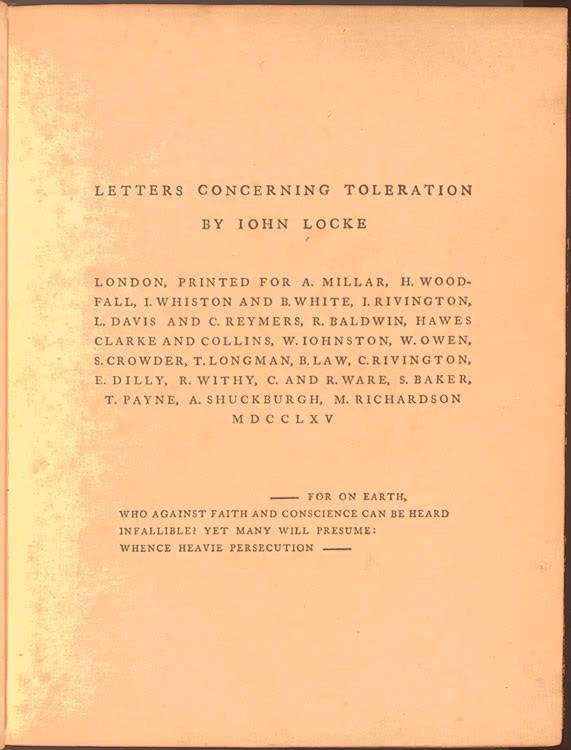
Erste Seite der Ausgabe von 1765

Der Brief über Toleranz oder Brief über die Toleranz (lateinischer Originaltitel Epistola de tolerantia, englischer Titel A letter concerning Toleration) ist eine Veröffentlichung des englischen Philosophen John Locke.

## Geschichte
Die erste Ausgabe erschien 1689 anonym in Gouda auf Lateinisch, der Text wurde danach allerdings schnell in mehrere Sprachen übersetzt. John Locke verfasste dieses Schreiben während eines Exilaufenthaltes in den Niederlanden. In diesem Text befasst sich John Locke mit dem Problem der Konfessionen, und er billigt den Religionen das Recht zu, sich durch Praxis zu bewähren, ohne Verfolgung befürchten zu müssen, sofern sie nicht den Staat gefährdeten. Viele seiner Gedanken und sogar manche Formulierungen entstammten dem Werk Dissertatio de pace von Samuel Przypkowski, einem Sozianer. Das Werk lernte er wohl durch den Remonstranten Philipp van Limborch kennen, des Herausgebers der Schriften Samuel Przypkowskis und anderer sozinianischer Werke, der ein Vertrauter Lockes im niederländischen Exil war. Zwar hat sich Locke stets von den Sozianern distanziert, aber tatsächlich war er in vieler Hinsicht von sozinianischen Quellen abhängig.
Auszug aus dem Brief über Toleranz:
... Bürgerliche Interessen nenne ich Leben, Freiheit, Gesundheit, Schmerzlosigkeit des Körpers und den Besitz äußerer Dinge wie Geld, Ländereien, Häuser, Einrichtungsgegenstände und dergleichen. Es ist die Pflicht der staatlichen Obrigkeit, durch die unparteiische Ausführung von Gesetzen, die für alle gleich sind, allgemein dem ganzen Volke und jedem ihrer Untertanen im besonderen den gerechten Besitz dieser Dinge, die zu seinem Leben gehören, zu sichern. ...

## Erstausgaben
- Epistola de tolerantia ad clarissimum virum T.A.R.P.T.O.L.A. [i.e. theologiae apud Remonstrantes professorem, tyrannorum osorem, Limborch Amstelodamensem]. Apud Justum ab Hoeve, Gouda, 1689. (lateinisch)
- Letter concerning Toleration. London 1689. (Englische Übersetzung von W. Popple)
- Sendschreiben von der Tolerantz : oder von der Religions- und Gewissens-Freyheit. 1710. (Deutsche Übersetzung vom lateinischen Text)
- Lettre sur la tolerance. In: Œuvres diverses de monsieur Jean Locke. Fritsch et Böhm, Rotterdam 1710. (Französische Übersetzung)

## Moderne Ausgabe
- R. Klibansky, J. W. Gough (Hrsg.): John Locke, Epistola de Tolerantia. A Letter on Toleration. Clarendon Press, Oxford 1968.